# توني غيب
توني غيب (بالإنجليزية: Tony Gibb) هو دراج على المضمار بريطاني، ولد في 12 يوليو 1976 في حي هرو لندن في المملكة المتحدة.

## وصلات خارجية
- توني غيب على موقع أرشيف الدراجات (الإنجليزية)
- توني غيب على موقع اتحاد ألعاب الكومنولث (مؤرشف) (الإنجليزية)